# Shaler (cráter)

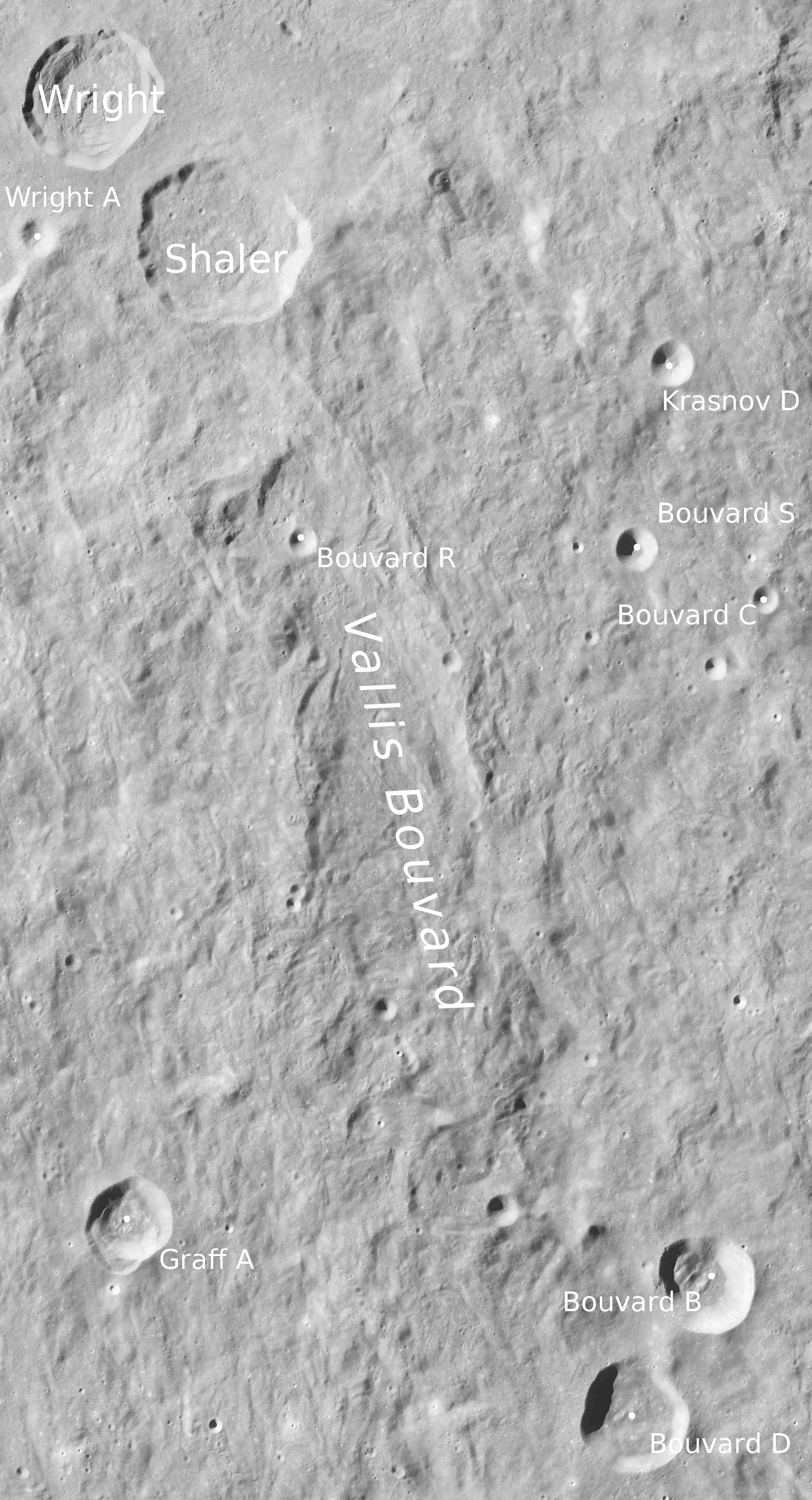
Entorno de Shaler, situado al norte del Vallis Bouvard

Shaler es un cráter de impacto lunar que se encuentra en el borde interior sudeste del anillo formado por los Montes Cordillera, que rodean la inmensa formación del Mare Orientale. Se localiza en la cara visible, cerca del terminador suroeste, por lo que se ve lateralmente desde la Tierra. Justo al noroeste de Shaler se encuentra el cráter ligeramente más pequeño Wright.
El largo e irregular valle Vallis Bouvard comienza en el borde sur de Shaler, y serpentea hacia el sur-sureste en dirección al cráter Baade. Es uno de los valles que irradian desde el borde sureste de la cuenca de impacto del Mare Orientale, siendo los otros dos el Vallis Inghirami y el Vallis Baade.
|  |

Shaler se ha visto afectado por su ubicación en el borde sur de los Montes Cordillera, ya que el suelo es áspero e irregular, particularmente hacia el suroeste, donde aparecen varias pequeñas hendiduras paralelas en la superficie. El borde es casi circular, y aunque ligeramente aplanado en su lado sur, permanece claramente definido y con poca apariencia de erosión.